# Completer
Completer ist eine Weissweinsorte, die in der Bündner Herrschaft, vor allem in Malans und Fläsch, im heutigen Kanton Graubünden in der Schweiz angebaut wird. Auch wenn der Weinbau in Malans seit dem Jahr 926 urkundlich belegt ist, wird die Rebsorte Completer erst seit dem Jahr 1321 namentlich erwähnt. Der Name der Sorte und des daraus gewonnenen gleichnamigen Weines leitet sich vom abendlichen Gebet „Completorium oder Completa“ ab, nach dem der aromatische, körperreiche Wein früher von den Mönchen des Domkapitels Chur als Stärkung getrunken wurde. Heute wird in der Gemeinde Malans ein alkoholstarker, langlebiger Dessertwein mit Aromen (→ Aromen im Wein) von Quitten und Orangenblüte daraus gekeltert. Der Weisswein sollte mindestens 5 Jahre vor dem Genuss gelagert werden. Kleinste Mengen werden auch in den Kantonen Tessin und Zürich kultiviert.

## Herkunft
Die Sorte war Mitte des 20. Jahrhunderts fast ausgestorben, weil sie mit ihrer sehr markanten Säure nicht mehr dem geläufigen Geschmack der Weintrinker entsprach. Aus alten Stöcken selektionierte man einen Stock, der sich regelmässig durch frühere Reife und geringeren Säuregehalt auszeichnete. Der Grossteil der in den letzten 20 Jahren gepflanzten Completer-Reben dürfte von ihm abstammen. Er steht heute noch an der Mauer an der Malanser Halde (die sogenannte Completerhalde).
Der Anbau dieser alten Sorte nimmt langsam wieder zu. Betrug die gesamte Anbaufläche in der Schweiz 2007 nur 2,58 Hektar, steigerte sie sich 2012 bereits auf 4,28 Hektar. Die Ansprüche an die Lage sind dabei hoch, da die Sorte nur in den wärmsten Lagen gute Ergebnisse erzielt.
Obwohl bis zum Jahr 2002 nur in Graubünden bekannt, ergaben neuere Untersuchungen, dass die Rebsorte auch bei Visp im Wallis wächst. Dort fand man sie in einem Weinberg zusammen mit der Rebsorte Lafnetscha und die Winzer nannten den Completer irrtümlich Grosser Lafnetscha. Diese Verwechslung ist jedoch nicht verwunderlich, da die Sorte Lafnetscha durch eine vermutlich spontane Kreuzung aus Completer und Humagne Blanc entstand (siehe Untersuchungen von José Vouillamoz). Die gleiche Untersuchung ergab, dass die Sorte ihre Ursprünge in Italien und Frankreich hat, so dass sie vermutlich mit den Walsern nach Graubünden kam.
Completer gehört zu einer Gruppe von Rebsorten, die sich in der geographischen Insellage der Alpenregionen Italiens und des Wallis in der Schweiz halten konnten. Zu dieser Gruppe gehören die folgenden Sorten:
- Rotweinsorten: Bonda, Cornalin d’Aoste, Cornalin du Valais, Crovassa, Durize, Eyholzer, Fumin, Goron de Bovernier, Mayolet, Ner d’Ala, Petit-Rouge, Prëmetta/Prié rouge, Roussin, Roussin de Morgex, Vien de Nus, Vuillermin.
- Weissweinsorten: Completer, Himbertscha, Humagne Blanche, Lafnetscha, Petite Arvine, Planscher, Prié Blanc, Resi.

## Synonyme
Lafnetsela, Malans, Malanserrebe, Malanstraube, Lindauer, Räuschling Edelweiss, Zürirebe und Zürichseer

## Abstammung
nicht bekannt